# Hellegatsdam
De Hellegatsdam is de verbinding tussen Goeree-Overflakkee en het Hellegatsplein.
In 1930 werd ter plaatse een stroomgeleidingsdam aangelegd. In het Hellegat, midden in de driesprong van Hollandsch Diep, Haringvliet en Volkerak kwamen verraderlijke stromingen voor. Volgens sommigen heette het water daar Hellegat vanwege deze stromingen, volgens anderen komt de naam van de oude benaming van de Maasmond, hel Helinium. Om een goede scheepvaartroute vanuit het Hollands Diep in de richting van het Volkerak te krijgen werd een dam aangelegd over de Ventjagersplaten. Aan de zuidoostzijde ontstond daardoor een vaarroute van voldoende diepte. Aan de noordzijde ontwikkelde zich een riet- en biezengors. Na de watersnood is deze dam verlengd met 4,5 kilometer tot het kunstmatige eiland Hellegatsplein. Aansluitend is de dam door de bouw van de Volkeraksluizen met Brabant verbonden.

## Naamgeving

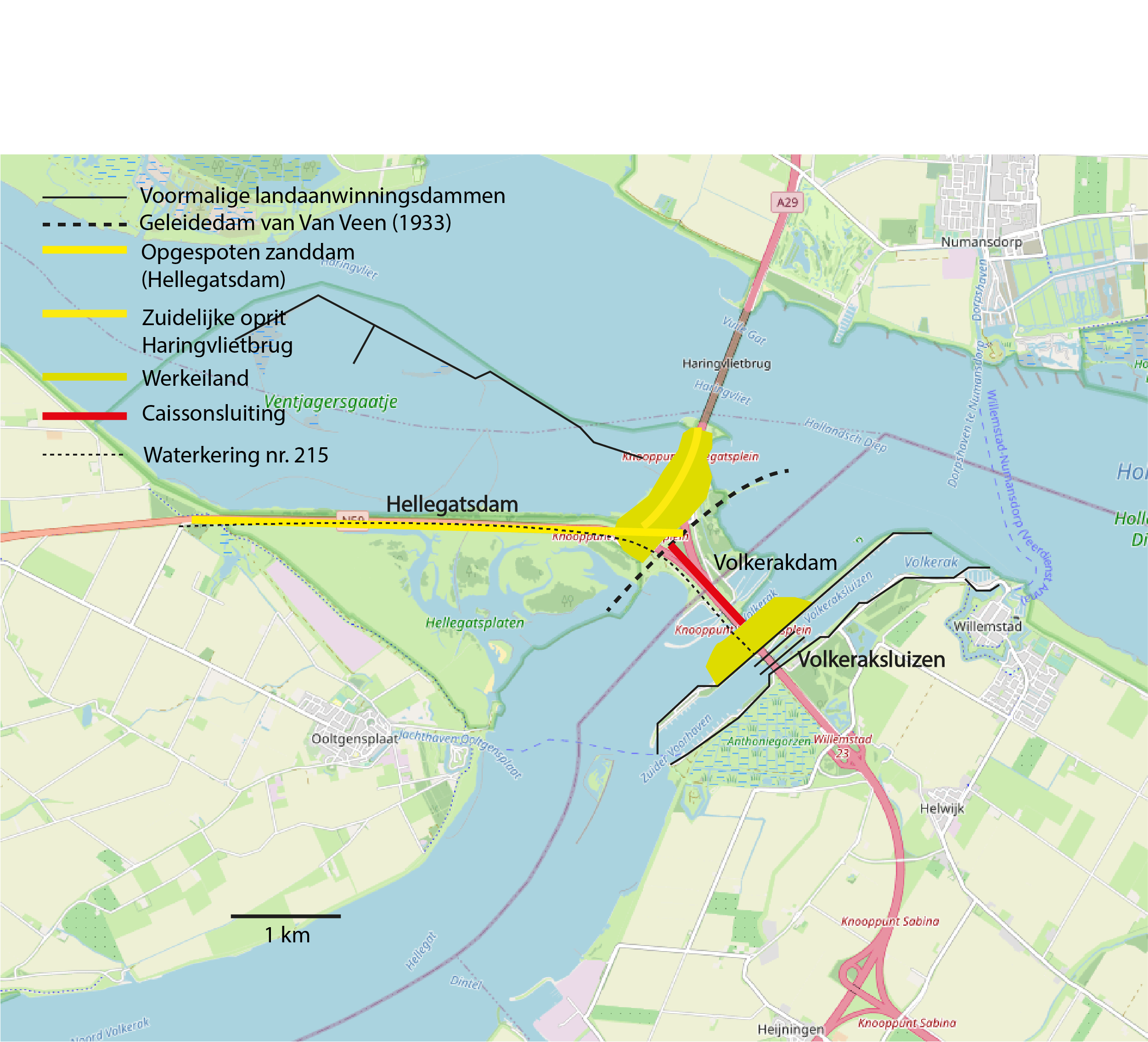
Werken rond de Hellegatsdam

Het gehele werk rond het Hellegat werd in het Deltarapport en daarna in de publicaties van de Deltadienst de "Volkerakdam en bijkomende werken" genoemd. Voor de dam van Flakkee naar het Hellegatsplein is in latere jaren de naam Hellegatsdam gebruikt, dit als onderscheid met het damvak van het Hellegatsplein naar de Volkeraksluizen. Omdat technisch en financieel de meeste aandacht uitging naar dit laatste damvak is de naam Volkerakdam verder ingeburgerd.
In de Wet op de Waterkering van 1996 waren eisen t.a.v. het falen van primaire waterkeringen opgenomen. In deze wet waren op dat moment geen eisen vastgelegd voor verbindende waterkeringen, zoals de compartimenteringsdammen (C-keringen). Dat kwam omdat deze keringen geen onderdeel waren van dijkringen. In de regelgeving van na 2017 is hierin meer duidelijkheid gekomen, omdat de wet (Waterwet) nu een toelaatbare faalkans per dijktraject noemt. En omdat zowel de Hellegatsdam als de Volkerakdam aan dezelfde wateren liggen, en dus aan de zelfde eisen moeten voldoen, is dit in de wetgeving één en hetzelfde dijktraject (nr. 215). Dit gehele traject wordt in de regelgeving "Hellegatssdam en Volkeraksluizen" genoemd (de overstromingskans moet kleiner dan 1/3000e per jaar zijn).